# Lijst van rijksmonumenten in Beek (Montferland)
De plaats Beek (Montferland) telt 5 inschrijvingen in het rijksmonumentenregister. Hieronder een overzicht.
| Object                                                  | Oorspronkelijke functie? | Bouwjaar                                                                | Architect         | Locatie                     | Coördinaten?                  | Nr.?   | Afbeelding        |
| ------------------------------------------------------- | ------------------------ | ----------------------------------------------------------------------- | ----------------- | --------------------------- | ----------------------------- | ------ | ----------------- |
| Sint-Martinuskerk                                       | Kerk en kerkonderdeel    | 1339 (toren), 1884 (verhoogd), 1868 (uitbreiding) en 1914 (uitbreiding) |                   | St. Jansgildestraat 54      | 51° 54' 27" NB, 6° 11' 24" OL | 514893 | Meer afbeeldingen |
| Pastorie St. Martinus                                   | Kerkelijke dienstwoning  | 1928                                                                    | H.C.M. van Beerst | Sint Jansgildestraat 56     | 51° 54' 27" NB, 6° 11' 24" OL | 514894 | Meer afbeeldingen |
| Heilig Hartbeeld                                        | Gedenkteken              | 1933                                                                    |                   | Sint Jansgildestraat bij 54 | 51° 54' 27" NB, 6° 11' 24" OL | 514895 | Meer afbeeldingen |
| IJzeren hagelkruis met leliepunten, op een houten staak | Gedenkteken              |                                                                         |                   | St. Jansgildestraat bij 32  | 51° 54' 47" NB, 6° 11' 35" OL | 9262   | Meer afbeeldingen |
| Byvanck                                                 | Kasteel, buitenplaats    | 18e eeuw                                                                |                   | Bijvank 8                   | 51° 54' 35" NB, 6° 9' 52" OL  | 9283   | Meer afbeeldingen |